# Typ 89 15-cm-Kanone
Die Typ 89 15-cm-Kanone (jap. 八九式十五糎加農砲, Hachi-kyū-shiki Jū-senchi Kannohō) war ein Festungsgeschütz, das vom Kaiserlich Japanischen Heer im Zweiten Japanisch-Chinesischen Krieg, im Japanisch-Sowjetischen Grenzkonflikt und während des Pazifikkrieges von 1929 bis 1945 eingesetzt wurde. Die Bezeichnung Typ 89 deutet dabei auf das Jahr der Truppeneinführung, das Jahr Kōki 2589 bzw. 1929 nach gregorianischem Kalender, hin.

## Geschichte

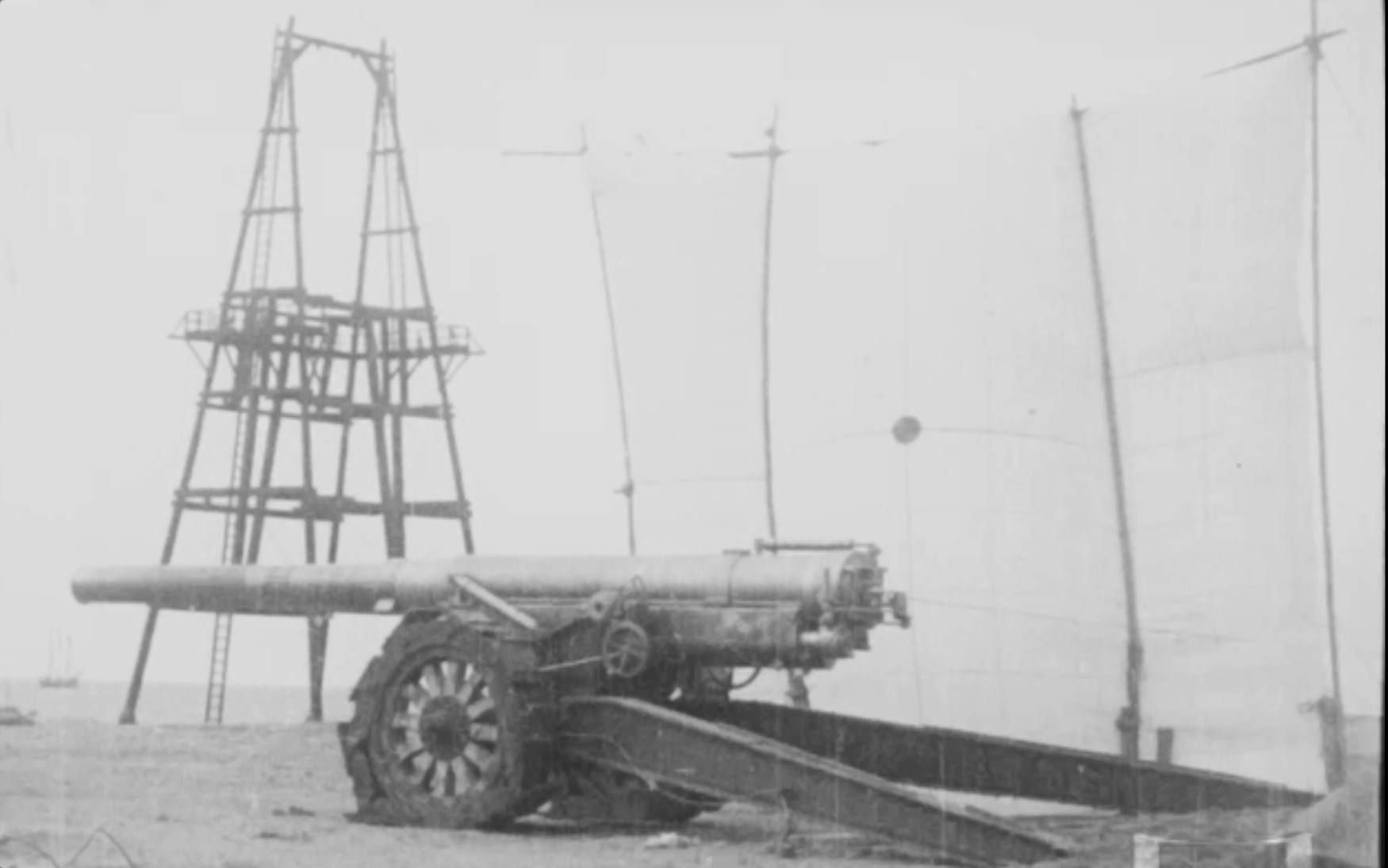
Früher Prototyp bei einem Schießtest 1924.

Die Entwicklung der Typ 89 15-cm-Kanone begann 1923 und wurde noch im selben Jahr abgeschlossen. Ursprünglich als Festungs- bzw. Küstengeschütz eingesetzt wurde sie zum Hauptgeschütz der schweren Artillerieabteilungen des Kaiserlichen Heeres. Die Typ 89 war vergleichbar mit der US-amerikanischen 155 mm Gun M1918-Kanone, hatte aber ein kürzeres Geschützrohr und eine geringere Reichweite als diese.
Während des Zweiten Japanisch-Chinesischen Krieges kam es wegen des schlechten Straßennetzes nur selten zum Einsatz schwerer Geschütze. Stattdessen wurden bevorzugt Gebirgsgeschütze wie die Typ 41 75-mm-Gebirgsgeschütze verwendet. Eine Ausnahme bildete im März 1939 die Schlacht um Nanchang, bei der das 2. Selbstständige Schwere Artillerie-Bataillon mit vier Typ 89 Kanonen Feuerunterstützung bei der Überquerung des Xiushui-Flusses lieferte. Der chinesische Widerstand auf der anderen Flussseite war jedoch so gering, dass bereits nach einem Drittel des vorgesehenen Feuerplans das Feuer eingestellt wurde.

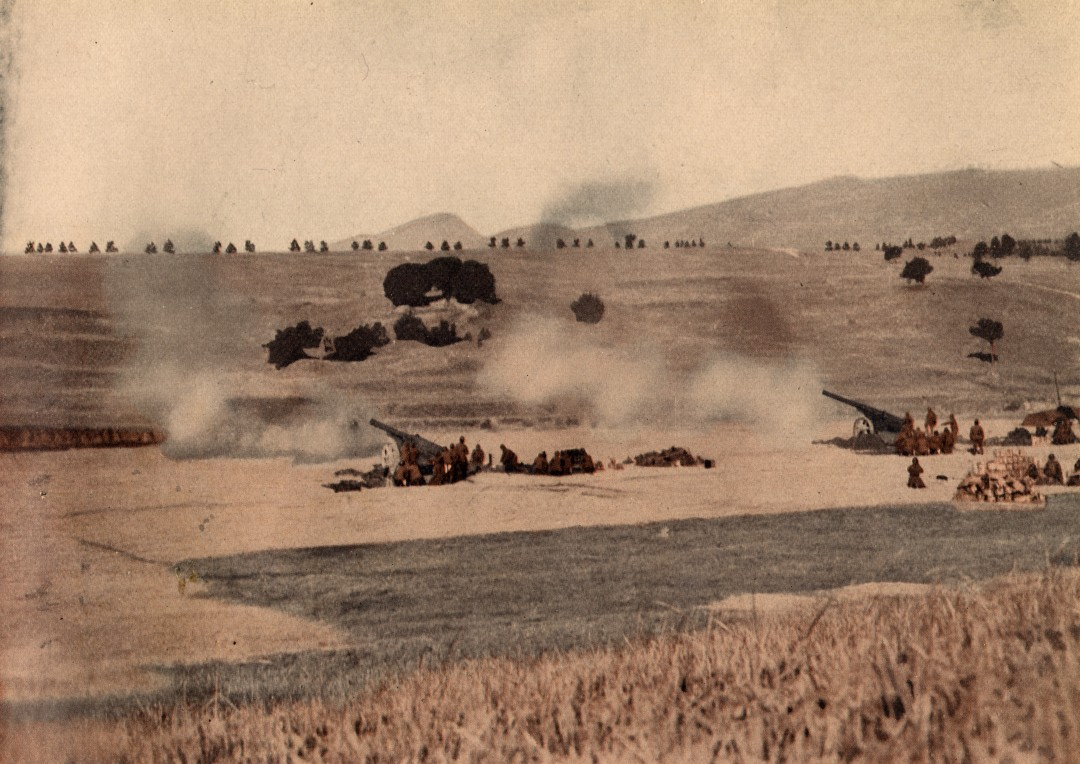
Typ 89 Kanonen geben ihren Truppen Feuerunterstützung bei der Überquerung des Xiushui-Flusses während der Schlacht um Nanchang.

Im Juni/August 1939 kamen sechs Typ 89 Kanonen des Schweren Muling-Artillerie-Regiments (3. Schwere Feldartillerie-Brigade) während des Japanisch-Sowjetischen Grenzkonflikts in der Schlacht von Nomonhan zum Einsatz. Insgesamt nahmen 82 japanische Geschütze mit Kalibern zwischen 75-mm und 15-cm an dem Feuergefecht teil, das siegreich für die sowjetische Artillerie ausging. Neben dem Nachteil des Geländes wirkte sich der ungenügende Munitionsvorrat auf japanischer Seite aus und nach drei Tagen konnte die Japaner das Feuer nicht mehr erwidern.
Während der Invasion der Philippinen 1942 hatten sich die amerikanisch-philippinischen Streitkräfte auf die Halbinsel Bataan zurückgezogen. Der erste japanische Angriff zur Zerschlagung des Gegners scheiterte am Widerstand der Alliierten. Deswegen schickte der Oberbefehlshaber der 14. Armee, Generalleutnant Homma Masaharu, starke Artillerie-Einheiten um der Lage Herr zu werden. Unter den 300 aufgebotenen Geschützen waren acht Typ 89 Kanonen des 9. Schweren Artillerie-Bataillons. Am 3. April 1942 eröffneten die japanischen Geschütze um 9:00 Uhr das Feuer, das bis 15:00 Uhr anhielt. In dem sechs Stunden anhaltenden Bombardement wurden allein durch das 9. Schwere Artillerie-Bataillon 1130 Schuss abgegeben.
Im Verlauf der Invasion der Philippinen erfolgte am 4. Mai 1942 der Beschuss der Inselfestung Corregidor, bei der Typ 89 und Typ 96 Kanonen insgesamt 3513 Schuss im Kaliber 15-cm abgaben. Corregidor fiel am 6. Mai 1942 in japanische Hände.

## Technik
Die Typ 89 hatte ein variables hydropneumatisches Rückstoßsystem und einen unterbrochenen Schraubenverschluss. Dieser hatten einen pilzförmigen Kopf mit verstärkten Verriegelungsschrauben. Das Geschütz hatte eine Spreizlafette mit abnehmbaren Erdsporn. Für den Transport wurde das Geschütze in zwei Lasten aufgeteilt. Eine 8-Tonnen-Zugmaschine zog das Rohr, während die andere Zugmaschine für die Lafette vorgesehen war.
- Kaliber: 149,1 mm
- Kaliberlänge: L/40
- Rohrlänge: 5,963 m[1]
- Höhenrichtbereich: −5° bis +43°
- Seitenrichtbereich: 20° nach rechts, 20° nach links
- Geschützgewicht: 10.422 kg
- Geschossgewicht: 40,2 kg
- Mündungsgeschwindigkeit V0 = 734 m/s
- Maximale Reichweite: 18.100 m
- Munitionsarten: HE (hochexplosiv), Panzerbrechend, Vorfeldbeleuchtung, Schrapnell[3]
- Produzierte Einheiten: 150

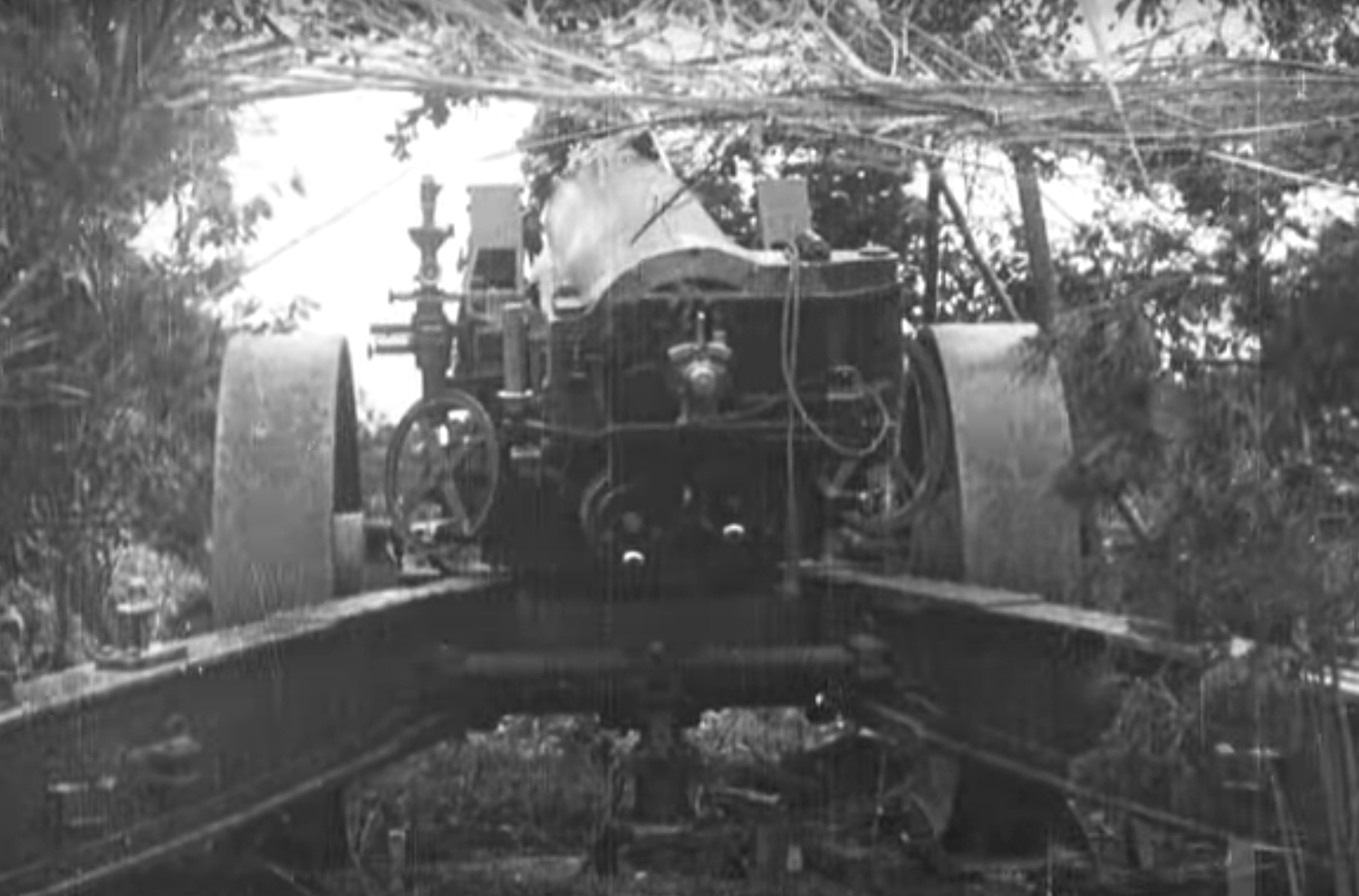
Getarnte Typ 89 15-cm-Kanone bei Schießübungen 1934
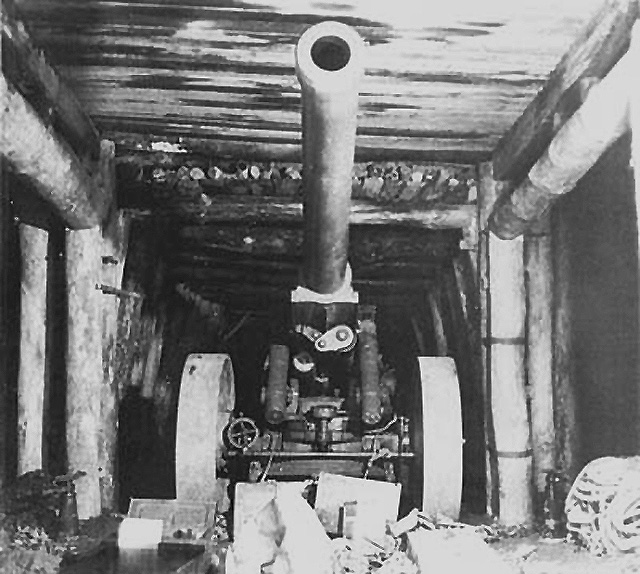
Eine in einer Höhle versteckte Typ 89 Kanone während der Schlacht um Okinawa 1945